# Civo
Civo é uma comuna italiana da região da Lombardia, província de Sondrio, com cerca de 1.025 habitantes. Estende-se por uma área de 25 km², tendo uma densidade populacional de 41 hab/km². Faz fronteira com Ardenno, Dazio, Mello, Morbegno, Novate Mezzola, Traona, Val Masino.

## Demografia
| Variação demográfica do município entre 1861 e 2011                               |
|                                                                                   |
| Fonte: Istituto Nazionale di Statistica (ISTAT) - Elaboração gráfica da Wikipedia |